# Sint-Gorikskerk (Dworp)

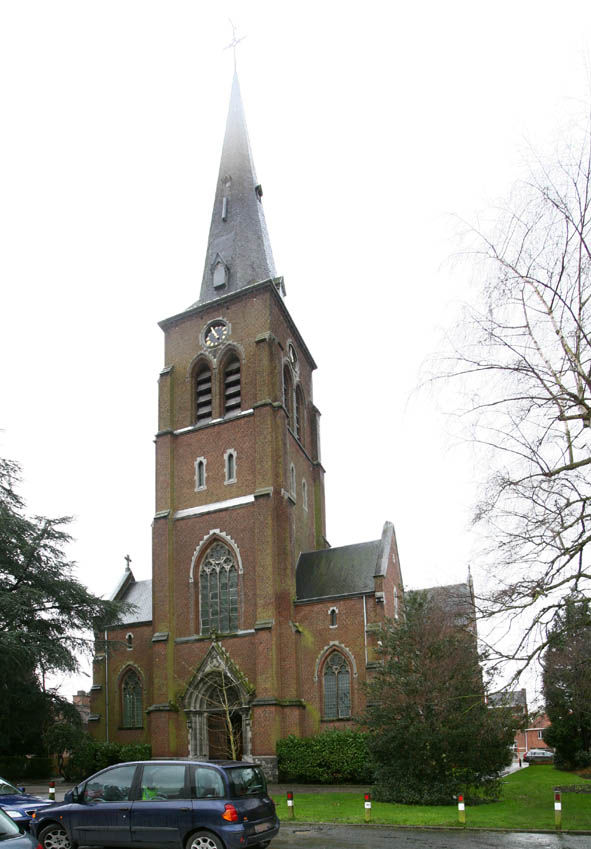
Sint-Gorikskerk

De Sint-Gorikskerk is de parochiekerk van de tot de Vlaams-Brabantse gemeente Beersel behorende plaats Dworp, gelegen aan de Kerkstraat 53.

## Geschiedenis
In 1826-1833 werd de Alsembergseweg aangelegd waar de kerk met een hoek in het tracé stond. Een nieuwe kerk zou op een andere plaats komen waar de middenstand in de omgeving van de oude kerk hevig tegen protesteerde. De oude kerk werd overigens te klein en bouwvallig bevonden.
De nieuwe kerk werd in 1894 gebouwd naar ontwerp van Charles De Maeght. De oude kerk werd in 1901 gesloopt en op de plaats daarvan werd het gemeentehuis gebouwd.
De kerk is een bedevaartsoord voor Sint-Laurentius en op het gehucht Solheide bevindt zich een Laureisborre waaruit water wordt geput dat naar verluidt helpt tegen huiziekten, vuur en brandwonden.

## Gebouw
Het betreft een neogotische kruisbasiliek die naar het noorden is georiënteerd. De voorgebouwde toren, geflankeerd door twee kapellen, heeft vier geledingen en een ingesnoerde naaldspits.
Voor de kerk bevindt zich een Christus Koningbeeld van 1944, in art decostijl.

## Interieur
De kerk bezit een aantal objecten uit de voorgaande kerk, en wel:
Een 17e-eeuws schilderij Onze-Lieve-Vrouw met Kind en een 18e-eeuws schilderij: Sint-Doninicus ontvangt de rozenkrans. Ook is er een 16e-eeuws Sint-Barbarabeeld en een 18e-eeuws Sint-Laurentiusbeeld.
De preekstoel en vijf biechtstoelen zijn uit de eerste helft van de 18e eeuw. Het doopvont is van omstreeks 1700.